# Невразливий (фільм)
«Невразли́вий» (англ. «Unbreakable») — американський фільм 2000 року режисера М. Найт Ш'ямалана.

## Сюжет
Пасажирський поїзд потрапляє в страшну залізничну катастрофу. З усіх пасажирів живим залишається тільки один. Дейвід Данн не просто уцілів посеред миттєвого пекла із заліза і вогню — він не отримав жодної подряпини. Він приголомшений смертю пасажирів і не може зрозуміти, чому саме він єдиний вижив. Незабаром Девіду приходить загадкова записка, у якій питається про те, скільки днів за все життя він хворів. Девід сам зацікавлюється цим — цікавиться на роботі, скільки разів він був на лікарняному, розпитує рідних і близьких, і з подивом дізнається, що він не хворів жодного разу в житті.
У 1961 році у чорношкірої жінки народився хлопчик, у якого були зламані руки і ноги. Йому дали ім'я Елайджа. Через рідкісну хворобу його постійно переслідували фізичні травми і всілякі недуги. Його мати привчила сина до читання коміксів, якими він сильно захопився. Третину свого життя Елайджа провів у лікарнях, де нічого не міг робити, окрім як читати комікси. Ставши дорослим, Елайджа стає власником магазину з продажу оригіналів малюнків старих коміксів. Саме він послав записку Девіду, оскільки у нього виникла цікава теорія: оскільки він такий немічний і фізично неповноцінний, то повинна існувати в світі людина, що є його повною протилежністю, тобто яка жодного разу в житті не хворіла і не зазнавала травм. Девід скептично ставиться до заяви Елайджи і просить дати йому спокій. Але Елайджа знову зустрічається з ним і говорить, що у Девіда окрім невразливості є ще й дар передбачення злочинів і неприємностей. Елайджа зустрічається із сім'єю Девіда, і їм також розповідає про свою теорію. Девід потроху починає розмірковувати над словами Елайджи. Він випробовує себе в несприятливих ситуаціях, а також згадує свої минулі події. Елайджа знову опиняється в лікарні з переламаними ногами і ребрами, після того як впав зі сходів, переслідуючи підозрілого чоловіка, якого Девід виявив за допомогою своїх надможливостей. Девід поступово приходить до висновку, що він справді «невразливий», але не може знайти застосування своєму дару. За порадою Елайджі Девід блукає по місту поміж людей у пошуках зла. За допомогою своїх здібностей Девід вичислив вбивцю-маніяка, який увірвався у чужий дім, повбивав дорослих і тримав у заручниках їх дітей. Головний герой знешкодив маніяка і звільнив заручників. Своїм вчинком Девід не лище допоміг добрим людям, а й знайшов своє покликання і повернув сенс у своє життя. Приймаючи вітання від Елайджі, Девід дізнається, що це він підлаштував аварію потягу та інші катастрофи, в яких загинуло багато людей. Елайджа це зробив з відчаю, оскільки не розумів свого місця у житті, і тому шукав свою цілковиту протилежність — супергероя, таку людину, як Девід. Девід повідомив поліцію, і Елайджу запроторюють до психіатричної лікарні.

## У ролях
| Актор                  | Роль                      |
| ---------------------- | ------------------------- |
| Брюс Вілліс            | Девід Данн                |
| Девіс Даффілд          | Девід Данн у молодості    |
| Робін Райт             | Одрі Данн                 |
| Лаура Ріган            | Одрі у молодості          |
| Спенсер Тріт Кларк     | Джозеф Данн               |
| Джонні Хірам Джеймісон | Елайджа Прайс у дитинстві |
| Семюел Л. Джексон      | Елайджа Прайс/Містер Скло |
| Чарлейн Вудард         | мати Елайджи              |
| Імон Вокер             | доктор Метісон            |
| Леслі Стефансон        | Келлі                     |
| Мішеля Керролл         | няня                      |
| Бостін Крістофер       | продавець коміксів        |
| Елізабет Лоуренс       | шкільна медсестра         |
| невідомий хлопчик      | Кевін Венделл Крамб       |
| М. Найт Ш'ямалан       | Камео                     |